# Niedersimmental
Niedersimmental var fram till 31 december 2009 ett amtsbezirk i kantonen Bern, Schweiz. Niedersimmental var indelat i nio kommuner:
- Därstetten
- Diemtigen
- Erlenbach im Simmental
- Niederstocken
- Oberstocken
- Oberwil im Simmental
- Reutigen
- Spiez
- Wimmis